# Klubi Sportiv Iliria
El KS Iliria es un equipo de fútbol de Albania que juega en la Kategoria e Parë, la segunda liga de fútbol más importante del país.

## Historia
Fue fundado en el año 1991 en la ciudad de Fushë-Krujë y nunca han jugado en la Kategoria Superiore, la primera división de Albania.

## Palmarés
- Kategoria e Dytë: 2

2013/14, 2024/25